# 정은영 (방송인)
정은영(1974년 11월 1일 ~ )은 대한민국의 방송인이다.

## 경력
- 2000년 : MBC 공채 MC
- 1998년 : 울산MBC 아나운서
- 1982년 : MBC 뽀뽀뽀 어린이 합창단

## 진행

### 과거 텔레비전
- 피자의 아침 날씨 (MBC)
- 생방송 모닝 스페셜 - 리포터 (MBC)
- 생생정보 투데이 리포터 (MBC)
- 생방송 화제집중 리포터 (MBC)
- 생방송 아주 특별한 아침 - 아주 특별한 브리핑 (MBC)
- 연예가중계 연예가 소식 리포터  (2003년 일자 미상 ~ 2006년 3월 11일) (KBS 2TV)

## 광고
- KT 메가패스
- 2004년 오뚜기 오뚜기 옛날 사골곰탕 뉴질랜드 오뚜기 공장 편
- 2006년 ~ 2011년 옥시레킷벤키저 옥시크린